# 八家站
八家站是一个沈山铁路上的已停用铁路车站，位于辽宁省北宁市八家村，建于1938年，目前为四等站，邮政编码为121311。目前客运：办理旅客乘降；行李、包裹托运；不办理货运营业。